# Chloropsina coelestifrons
Chloropsina coelestifrons är en tvåvingeart som först beskrevs av Frey 1923.  Chloropsina coelestifrons ingår i släktet Chloropsina och familjen fritflugor. Inga underarter finns listade i Catalogue of Life.